# Терентьєв Борис Андрійович
Терентьєв Борис Андрійович (1903—1972) — радянський актор, заслужений артист РРФСР (1947).

## Біографія
Борис Андрійович Терентьєв народився 12 березня 1903 року у Петергофі.
У 1922 закінчив драматичну студію Р. Б. Аполлонського у Ленінграді. У 1921—1923 рр. — артист Ленінградського Нового театру, в 1923—1926 р.р. — Псковського міського театру імені О. С. Пушкіна. У 1926—1934 рр. — працював у міських театрах Владикавказу, Новочеркаська, Омська, Новосибірська, Сталінграда. У 1934—1935 pp. і 1936—1938 роки — артист Іванівського обласного театру, в 1935—1936 р.р. — Саратовського крайового театру імені Карла Маркса. У 1938—1950 р.р. — артист Московського Камерного театру, в 1950—1956 р.р. — Московського драматичного театру імені О. С. Пушкіна. Потім працював у Московському гастрольному театрі Комедії.
Заслужений артист РРФСР (1947) рік.
Пішов із життя 14 серпня 1972 року. Урну з прахом поховано в колумбарії Введенського цвинтаря.

## Вибрана фільмографія
- 1957 — Ходіння за три моря